# Phra Phrom
Phra Phrom (em tailandês: อำเภอพระพรหม) é um distrito da província de Nakhon Si Thammarat, no sul da Tailândia. É um dos 23 distritos que compõem a província. Sua população, de acordo com dados de 2012, era de 42 499 habitantes, e sua área territorial é de 148 km².
O distrito foi criado em 30 de abril de 1994, a partir da divisão do distrito de Mueang Nakhon Si Thammarat.